# Noms de la ciutat de Mallorca

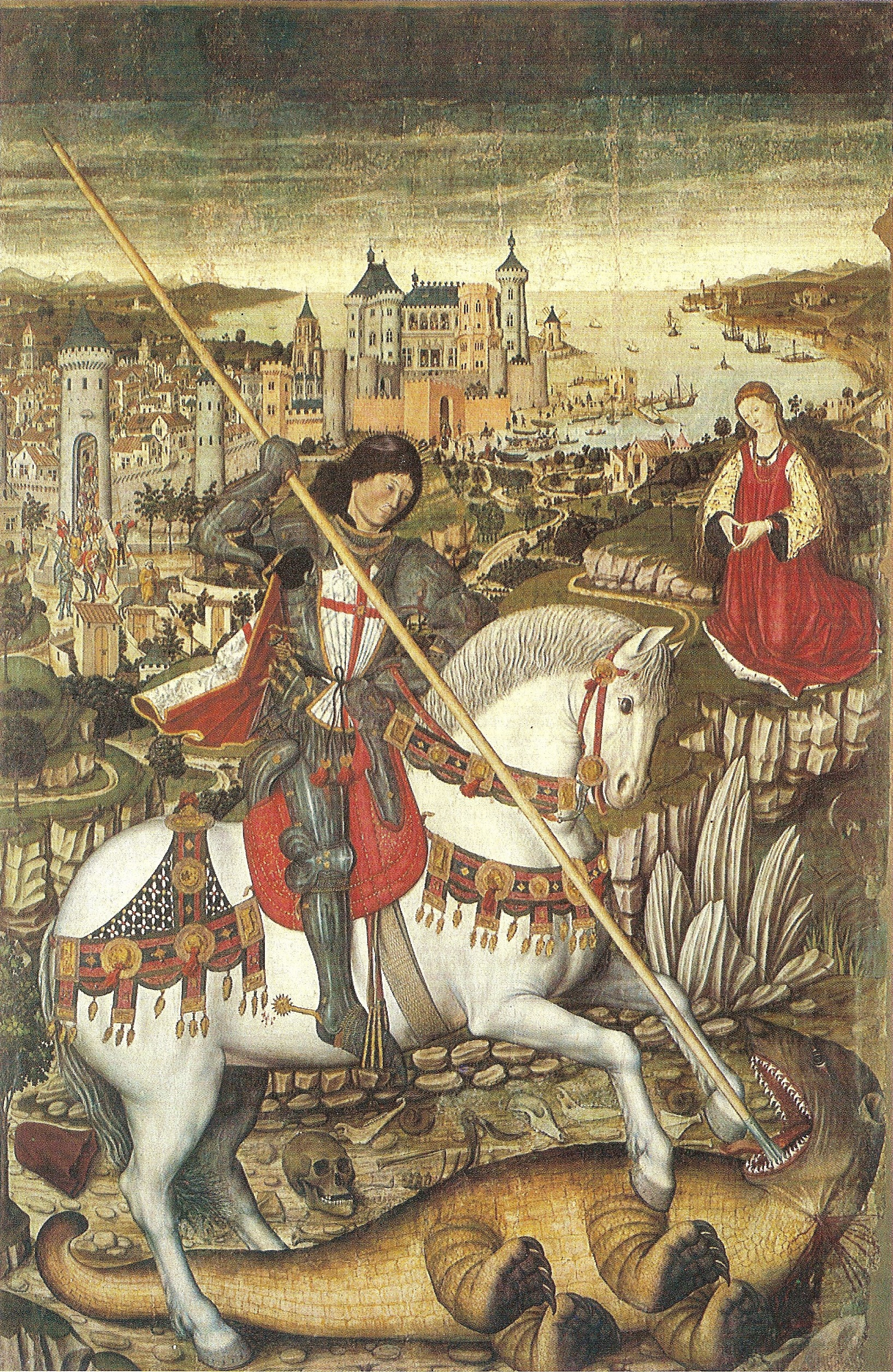
Panoràmica de la ciutat medieval

La ciutat de Mallorca va ser fundada el segle ii aC pels romans i és la capital de l'illa homònima d'ençà de la destrucció de Pol·lència durant el Baix Imperi. De llavors ençà ha tengut diversos noms.
Fundada com a Palma i anomenada Mayurqa durant el període islàmic, quan fou reconquerida pel Rei en Jaume passà a anomenar-se Mallorca, especificat quan calia amb el substantiu ciutat. Amb el Renaixement, l'estudi dels autors grecollatins repuntà i es recuperà, en contexts llibrescs i historicistes, l'antic topònim de Palma. Amb el decret de Nova Planta el segle xviii i la creació de les províncies espanyoles el segle xix, aquest nou topònim agafà força i esdevengué oficial.
Amb els segles, el topònim Palma va anar substituint l'ús antic, i així el segle xx Palma era un topònim plenament popularitzat i Mallorca havia deixat de ser aplicable a la ciutat, per bé que encara resisteix popularment l'ús del substantiu ciutat, sense article, per referir-se a la capital de l'illa. A més, en contexts formals s'ha recuperat l'ús de ciutat de Mallorca, no sense polèmica i confusions.
Per altra banda, ha generat força polèmica l'especificador de Mallorca al topònim Palma. Aquest ús començà en l'administració espanyola per distingir Palma de las Palmas i la Palma, i es va popularitzar en àmbits formals i escrits (mai no orals), cosa que va generar un rebuig a la societat mallorquina, que ho percebia com un ús forà. Després de diverses oficialitzacions i reversions, actualment el nom oficial de la ciutat és Palma, sense especificador.

## Història del topònim

### Període romà i tardoantic

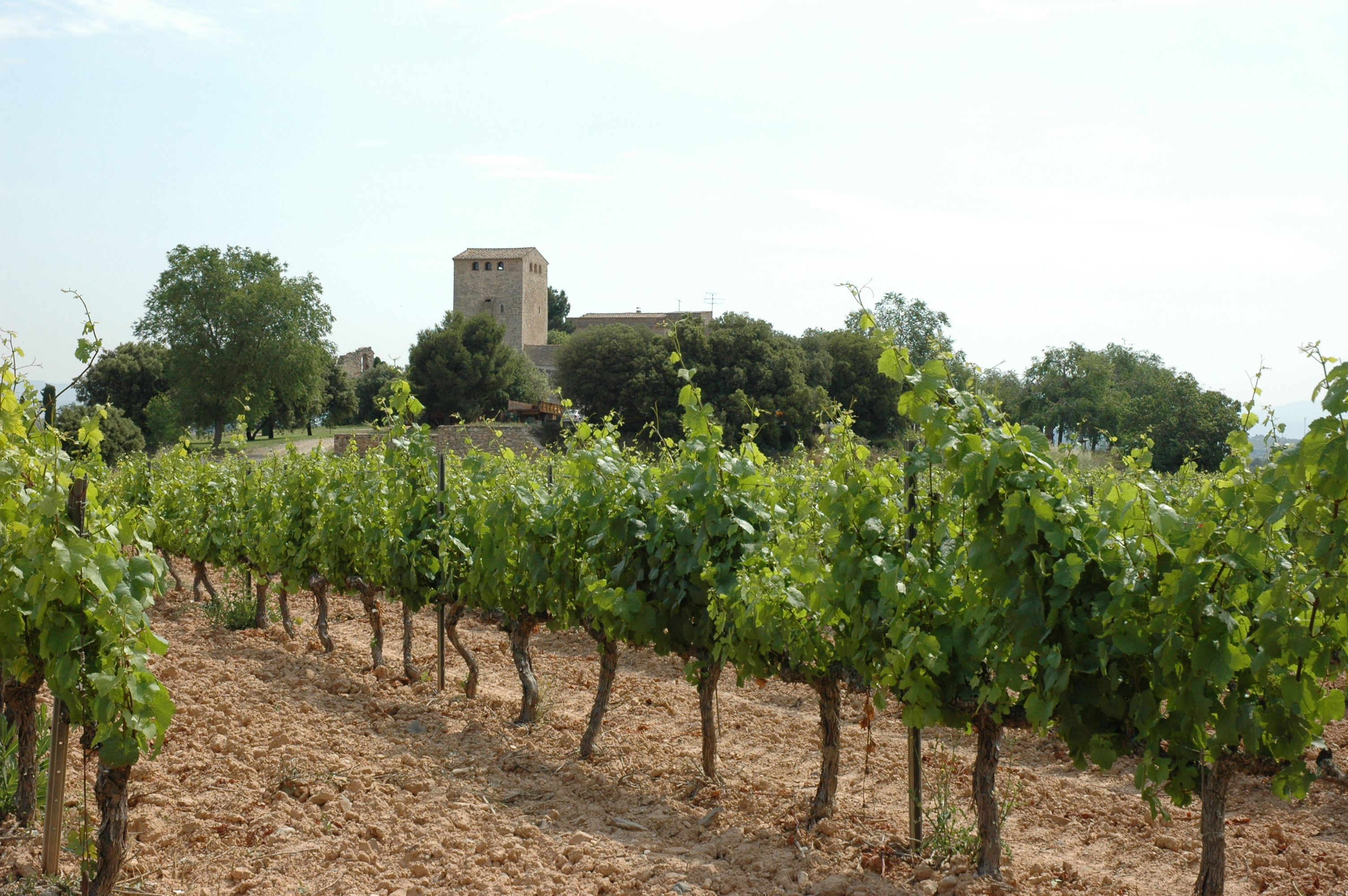
Si el nom de Palma prové de l'ager Palmensis del Picè, el nom provendria de llatí palmes i faria referència als camps de vinya de la zona

Quan els romans fundaren la ciutat l'anomenaren Palma, que vol dir 'fulla de palmera', la qual era símbol de la victòria. És així com s'ha interpretat tradicionalment el topònim; no obstant això, sembla que hi pot haver una relació entre els topònims de Palma i Pol·lència i els topònims italians de la regió del Picè Pollentia i ager Palmensis. Segons aquesta hipòtesi, els colons romans establerts a les dites ciutats serien procedents de la regió del Picè, zona de la tribu Velina com Mallorca, i per això haurien imposat aquests noms a les noves colònies mallorquines. Així doncs, el topònim de Palma seria traslladat de la regió del Picè i compartiria origen amb el de Torre di Palme, a les Marques, romanalla del dit ager Palmensis, que probablement deu el seu nom al fet que s'hi cultivava una varietat de vinya, anomenada en llatí palmes, -itis, mot emparentat amb palma 'palmera'.
És probable que, com Pol·lèntia, la ciutat patís una crisi poblacional durant el Baix Imperi i el saqueig dels vàndals el 425, però en qualsevol cas la població resistí i, a diferència de Pol·lèntia, la ciutat no fou abandonada. Allò que sí que es perdé, en canvi, fou el nom: en qualque moment de l'època romana fins a l'època islàmica la ciutat cessà de ser anomenada Palma i passà a ser anomenada simplement amb el mateix nom que l'illa. Això es degué esdevenir pel fet que havia romàs com la sola ciutat de l'illa després que Pol·lèntia fos abandonada, i la ciutat i l'illa passaren a identificar-se amb el mateix nom. Aquesta realitat era anàloga al cas d'Eivissa, amb una sola ciutat, i contraposada al cas de Menorca, amb dues capitals enfrontades, Iamno (actualment Ciutadella) i Mago (actualment Maó).
No obstant això, sembla que l'antic topònim romà es conservà fins al moment de la Conquesta, si més no si el documentat topònim Palma Alta del Repartiment, referit a unes terres al nord de Son Sardina, efectivament està relacionat amb el nom de la Palma romana.

### Període islàmic
Així doncs, els àrabs adaptaren el nom de l'illa amb la forma Mayurqa, i així la ciutat era anomenada Mayurqa o madínat Mayurqa, si calia especificar. Cal suposar (atesa la manca de documentació) que aquesta pràctica era general a les llengües de l'entorn, i que la ciutat rebia el mateix nom que l'illa, Mallorca (especificat amb el substantiu ciutat sempre que era escaient).
Aquest ús encara es conserva en àrab, llengua en la qual la ciutat encara es coneix com a Mayurqa, complementat amb el substantiu madina (‘ciutat’) quan és necessari.

### Regne de Mallorca
Després de la Conquista es fundà el Regne de Mallorca, i així comença a aparèixer moltíssima de documentació que esmenta la ciutat i l'illa, ininterrompudament fins als nostres dies. Llavors, la ciutat s'anomenava Mallorca (o bé en plural Mallorques) simplement, pel fet que la ciutat i l'illa s'identificaven com una sola cosa: la ciutat era, de fet, el sol nucli urbà de tota l'illa. Encara més, les noves institucions creades per Jaume I, el Gran i General Consell i la Universitat de Mallorca, administraven el territori de tota l'illa de la ciutat estant, i no hi havia més institucions que aquestes, pel fet que no hi havia més nuclis que la ciutat. En termes romans és com si la ciutat fos el pomerium i l'illa sencera fos l'ager de la civitas. Quan es crearen noves divisions al territori de l'illa, les noves universitats, aquestes romangueren subordinades a la de la ciutat, pel fet que la Universitat de Mallorca tenia poder sobre la ciutat però també sobre l'illa; concentrava, doncs, el poder que tenen actualment l'Ajuntament de Palma i el Consell de Mallorca per separat.
Es produïa, doncs, polisèmia pel mot Mallorca, atès que significava alhora una ciutat, una illa i un regne. Així, hi havia el costum d'especificar el terme Mallorca, solament quan era necessari, amb els substantius ciutat, illa i regne segons convengués. Es tractava, però, d'un simple nom comú, de manera que el nom de la ciutat no era entès com a Ciutat de Mallorca, ans Mallorca, de la mateixa manera que avui en dia es pot dir parlar de la ciutat de Barcelona o de la ciutat de València. De fet, era un cas anàleg a la situació actual de València i Eivissa, que són noms que designen, respectivament, la ciutat i el país i la ciutat i l'illa ensems. En concret, el cas mallorquí és anàleg a l'eivissenc pel que fa a l'ús: mentre que la capital i l'illa rebien el mateix nom (Eivissa / Mallorca), popularment hom anomena la capital amb el nom comú sense article (Vila / Ciutat), mentre que, en àmbits formals, la ciutat sempre s'anomena pel nom propi (Eivissa / Mallorca), acompanyat del nom comú si és necessari (la vila d'Eivissa / la ciutat de Mallorca). Aquest sistema, plenament vigent a Eivissa, era el sistema que funcionava a Mallorca durant tota l'edat mitjana i fins al segle xvii inclòs.
A la documentació antiga es veu perfectament aquest ús. Així, el Rei en Jaume es referia a la ciutat de Mallorca simplement com a Mallorca al llarg de tota la seva crònica: E anam-nos-en poc a poc tro sus a la serra de Portopí, e vim Mallorques, e semblà'ns la pus bella vila que anc haguéssem vista, jo ni aquells qui ab nós eren. Són reminiscències actuals d'aquest ús antic el nom del carrer de Mallorca, a la vila de Pollença, que està alineat amb l'homònim camí de Mallorca, el qual condueix cap a la ciutat de Mallorca; també ho és la porta de Mallorca, a les murades de la vila d'Alcúdia, la qual justament és la que condueix cap al camí que du a la ciutat.
Pel que fa a la variant Mallorques, a l'Edat mitjana el més usual era de fer servir aquest amb la variant terminada en -s, si més no per escrit, i aquest costum s'allargà fins al segle xvi, per bé que ja dels primers anys es documenta la forma Mallorca. La interpretació d'aquesta -s ha generat força discussions: per uns respon al fet que es refereix a la pluralitat insular, essent un terme anàleg al d'Illes Balears (llavors en desús). No obstant això, es documenta també en referència a l'illa de Mallorca i a la ciutat de Mallorca, de manera que hom també ha proposat que fes referència a la multiplicitat d'illes i illots adjacents, com l'arxipèlag de Cabrera o l'illa de la Dragonera, o bé que fes referència a les diverses zones de l'illa de Mallorca.

### Recuperació del topònim romà

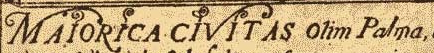
Maiorica civitas, olim Palma ('Ciutat de Mallorca, antigament Palma' al pla d'Antoni Guerau (1644)

El segle xvi, amb el Renaixement, es produí un augment de l'interés pels autors clàssics, i així s'estudiaren els texts dels geògrafs antics com Plini el Vell o Estrabó, els quals mencionaven diverses poblacions a l'illa. Les dues ciutats a les quals els geògrafs antics donaven més importància eren les anomenades Palma i Pol·lència; identificada ràpidament Pollentia amb Pollença (en realitat es tracta de la moderna Alcúdia), els estudiosos mallorquins conclogueren que la tal Palma s'havia d'identificar amb la ciutat de Mallorca. Un dels primers a fer aquesta identificació fou el notari Miquel Carbonell, a final del segle xv, i el seguiren gran nombre d'autors del xvi i el xvii, principalment els cronistes Joan Binimelis, Joan Dameto i Vicenç Mut. En textos en llatí el nom Palma va aparèixer complementat amb Balearium (Palma de les Balears. Així a 237 obres publicades a Palma entre 1553 i 1716, en català, castellà i llatí, el nom Palma Balearium apareix a la majoria dels peus d’impremta (23% de 237) i Palma només a 11%, només en obres en llatí.
D'aquesta manera sorgí el costum, encara llibresc i historicista, d'anomenar la ciutat de Mallorca amb el nom pompós de Palma.
El nou topònim anà cobrant importància, principalment amb els borbons i la supressió dels drets i furs del Regne de Mallorca, que volien imposar marques que senyalassin un canvi d'etapa. Després del Decret de Nova Planta, de 1715, el nom en l'administració i documentació reial en ús fou sempre Palma, que poc a poc s'anà fent més conegut a tothom, per bé que encara persistia l'antiga denominació de Mallorca. La reforma provincial de 1833 de Francisco Javier de Burgos y del Olmo imposà la capitalitat de Balears a la ciutat de Palma, i ja al llarg del segle xix i xx anà entrant en l'ús popular, tot generant el gentilici corresponent palmesano, més tard palmesà.
Amb la centralització de l'estat i la creació de les noves províncies, l'administració espanyola començà a sentir la necessitat d'evitar la confusió entre la capital de Mallorca i altres llocs de la geografia espanyola anomenats de manera semblant, com ara l'illa de la Palma, la ciutat de las Palmas i la província homònima i la localitat andalusa de Palma del Río; és així com va néixer el costum d'utilitzar l'especificador de Mallorca per referir-se a la capital mallorquina. Amb tot, el decret que instituïa les províncies de 1833 anomenava la ciutat Palma, sense més, de manera que el topònim Palma de Mallorca només va ser usat durant els segles xix i xx de facto, car el nom oficial era simplement Palma. Aquesta necessitat de distingir la ciutat de Mallorca d'altres llocs també anomenats Palma sempre ha estat jutjada innecessària entre els mallorquins i considerada forana i imposada, cosa que portà a una polèmica entorn del nom oficial de la ciutat.

### Recuperació del topònim medieval
A partir de final del segle xx, els homes de la Renaixença començaren a sentir rebuig pel topònim Palma, ja implantat, desitjosos de reintroduir el topònim dels moments d'independència política anteriors al centralisme borbònic: en certa manera, s'associava Palma a la imposició forana dels Borbons i el topònim medieval a la tradició autòctona mallorquina, i així es volia potenciar aquest segon. En qualsevol cas, era un ús erudit i literari, que no baixava dels registres formals a la llengua popular.
El fet és, però, que sovint no s'interpretava bé, i sovint hom queia en l'error d'interpretar que el topònim era Ciutat de Mallorca, de vegades amb article i de vegades sense, però entenent, en qualsevol cas, que el substantiu ciutat fa part del topònim i que, per tant, no es pot elidir i cal que vagi en majúscules. Aquest error, ja superat, encara es pot veure en escrits i publicacions, però en menor mesura.

## Ús actual
Al llarg del segle xix i del xx, el topònim romà Palma es va popularitzar fins als registres més baixos, i actualment és el terme més comú entre tota la població, per bé que en els sectors més nacionalistes i lletraferits encara hi ha persones que, en contexts formals, s'estimen més de fer servir el topònim medieval. En canvi, la forma amb l'especificador Palma de Mallorca és totalment absent, sobretot dels registres més informals. Solament sobreviu com a exònim en castellà i altres llengües en contexts de fora de l'illa, en els quals és més conegut el topònim Mallorca que no pas el de Palma.
Per altra banda, sí que és viu l'ús del terme Ciutat, sense article ni especificador, per referir-se a Palma, especialment entre gent lletraferida, gent major i gent de la part forana. Aquest ús deu esser força antic i neix del fet que Palma va ser la sola ciutat de Mallorca en termes legals fins a 1523 (quan Alcúdia adquirí aquesta condició), i encara més, els mallorquins sempre han percebut, qüestions legals a part, que Palma és la sola ciutat de l'illa. Així, Palma era (i és) la ciutat per antonomàsia de l'illa, i no com que no hi havia confusió possible, esdevengué un terme vàlid per referir-se a la capital. Hi ha hagut una certa confusió entre aquest ús de ciutat i la fórmula ciutat de Mallorca, car hi ha hagut gent que interpretava que el primer era una abreviatura del segon; en canvi, tenen orígens diferents, com ja ha estat explicat.
En canvi, la revifalla del topònim medieval Mallorca ha perdut força fins i tot en els contexts formals, principalment perquè la coincidència del nom de la ciutat amb el de l'illa es jutja com a problemàtic.

## La polèmica
Totes aquestes tendències i canvis de nom s'esdevengueren sense polèmica o confrontació aparent llevat del cas de Palma de Mallorca. Sumat a les reticències ja exposades que generava el nou topònim de Palma, l'afegitó de Mallorca era percebut com una ingerència simbòlica de l'administració central a la toponímia mallorquina. En aquest context, el lingüista, professor de la Universitat de les Illes Balears i expert en toponímia, Gabriel Bibiloni, escrivia un article el juny del 1998 al diari Avui, el qual deia:
...ha sorgit una petita polèmica […] sobre el nom oficial de la capital de l'illa de Mallorca (Palma o Palma de Mallorca). […] Palma de Mallorca és un nom recent, foraster […] els espanyols sentiren -i senten- la necessitat de diferenciar Palma, Las Palmas i La Palma, noms amb els quals sempre s'han fet un embolic considerable. I aquesta qüestió […] és l'origen de l'esguerro Palma de Mallorca. Un nom que sempre en general, però sobretot al llarg del segle xix i fins ben entrat el xx, ha estat més d'ús exterior que no pas fet servir pels mallorquins. 
De llavors ençà hi ha hagut una picabaralla entre els sectors més espanyolistes, que defensaven el terme Palma de Mallorca, i els més catalanistes, que defensaven Palma tot sol. Oficialment i d'ençà de la creació de la província de Balears, el nom oficial de la ciutat havia estat Palma; l'Estatut d'Autonomia modificà aquesta realitat, car anomenava la capital Palma de Mallorca, però el decret de 1988 que promulgava les formes oficials dels topònims ho revertí a Palma de nou, com també la reforma de l'Estatut de 1999. A partir d'aquí, el nom oficial ha anat alternant entre les dues denominacions, segons que es recull en aquest quadre:
| « | Article 1. 1. Se substituirà al títol i a tot el text de la Llei 23/2006, de 20 de desembre, la denominació Palma de Mallorca per Palma. | » |

| « | Article 1. Derogació de l'article 1.1 de la Llei 8/2008, de 5 de juny, de modificació de la Llei de capitalitat de Palma. | » |

| « | Article 1. Derogació de l'article 1 de la Llei 6/2012, de 6 de juny, de modificació de la Llei 23/2006, de 20 de desembre, de capitalitat de Palma de Mallorca. | » |

Així doncs, es veu com el primer Estatut feia oficial la forma Palma de Mallorca, però el decret que promulgava les formes oficials dels topònims indicava que el topònim era Palma i la reforma de l'Estatut de 1999 ho ratificava. En canvi, la Llei de Capitalitat de 2006, signada pel president Jaume Matas, revertia la forma oficial a Palma de Mallorca. Aquesta llei fou modificada tres vegades: una primera vegada essent president Francesc Antich (PSOE), que modificava la llei imposant Palma; una segona vegada essent president José Ramon Bauçà (PP), que retornava a Palma de Mallorca; i una tercera i definitiva vegada essent presidenta Francina Armengol (PSOE), que recuperava la forma simple Palma.
Com es veu, tot i la persistència de la denominació Palma a l'Estatut, el Partit Popular de les Illes Balears ha anat fent valer les seves majories per establir la nomenclatura Palma de Mallorca, utilitzant, entre d'altres, l'argumentació que ens identifica millor i evita confusions amb altres municipis amb denominació similar, argument titlat de centralista per altres grups polítics, que consideren que la ciutat a partir d'ara es dirà 'Palma de Mallorca' perquè, a Madrid, la burocràcia estatal ens atribueix aquest nom.
Pel que fa a la perspectiva de l'estat central, si hom consulta el Nomenclátor Geográfico Básico de España de l'Instituto Geográfico Nacional, a les Illes Balears hi apareix Palma de Mallorca com a capital de província i Palma com a «entitat singular». En canvi, al més recent Atlas Nacional del mateix Instituto Geográfico Nacional la capital sí que figura com a Palma.

## Gentilici
Existeixen dos gentilicis principals, ciutadà i palmesà, aquest segon amb la variant castellanitzant palmesano, d'ús popular i bandejat dels usos formals. Pel que fa a la formació del gentilici palmesà, aparentment anòmala, es tracta, d'un sufix compost dels sufixos -ès (com en pallarès o maonès) i -à (com en valencià o italià), probablement format per analogia a altres adjectius i gentilicis entre els quals destaca parmesà 'habitant de Parma'. Aquest gentilici es degué formar en castellà, atès que el nom de Palma va néixer en àmbits d'erudició, llavors monopolitzats pel castellà, i més tard el va copiar el català; així, en castellà es documenta en Jovellanos en un escrit de 1806, mentre que en català la primera documentació és d'un número de la revista L'Ignorància de 1879, amb la forma catalana palmesà.

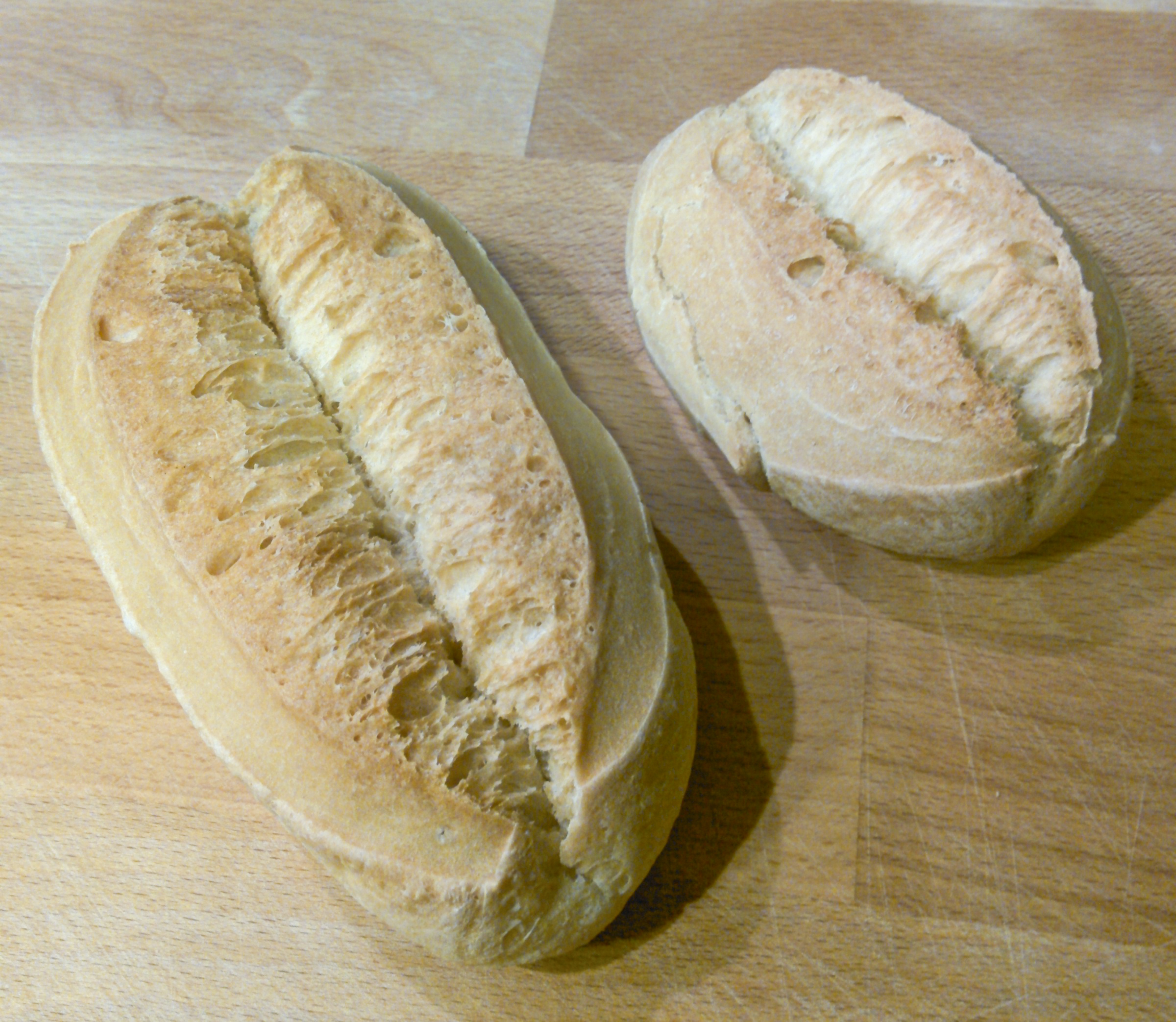
Llonguet és el malnom que reben els palmesans.

Pel que fa al gentilici ciutadà, és un ús com a gentilici de l'adjectiu comú ciutadà ‘habitant d'una ciutat’; atès que la sola ciutat de Mallorca era Palma, la ciutat no podia ser altra que Palma i els ciutadans no podien ésser altres que els habitants de la dita ciutat. Aquest gentilici encara perdura, amb força vitalitat.
A l'Antiguitat, el gentilici de la ciutat romana de Palma era Palmensis.
A l'Edat Mitjana, el gentilici era mallorquí / mallorquina. Ferran Valentí complementa amb mallorquí el nom genèric vulgar que dona a la llengua catalana quan diu que ha traduït les Paradoxes de Ciceró «de latí en vulgar materno e malorquí, segons la ciutat d’on so nat e criat».
Per altra banda, els habitants de Palma reben el malnom de llonguets, denominació d'entrada despectiva que és un ús metafòric del substantiu llonguet ‘pa petit, oblong, amb un solc tot al llarg de la seva part superior’: és malnom emprat despectivament pels habitants de la Part Forana per ironitzar sobre suposada delicadesa i finura urbana dels palmesans. No obstant això, el 2015 va néixer Orgull Llonguet, una entitat ciutadana amb la intenció de fomentar iniciatives festives populars per refermar la consciència i la identitat palmesana, la qual incorporava el malnom com a senyal d'identitat dels palmesans; així, el terme ha estat acceptat pels palmesans.

## Exònims
Actualment, la sola llengua que manté l'ús medieval d'anomenar la ciutat i l'illa amb el mateix nom és l'àrab, que les anomena totes dues Mayurqa i fa servir el substantiu madina (‘ciutat’) per a diferenciar les homonímies.
Tota la resta de llengües anomenen la ciutat Palma. En canvi, hi ha divergències pel que fa a l'ús de l'especificador de Mallorca. Així, a l'article de la Viquipèdia corresponent a cada llengua, llengües com l'anglès, l'aragonès, el castellà, el grec, el basc, el persa, l'hebreu, el sard, el sicilià o el turc inclouen l'especificador de Mallorca al títol de l'article; en canvi, llengües com l'asturià, el català, l'alemany, el francès, el gallec, l'italià, l'occità, el portuguès, el kurd o el xinès l'intitulen simplement Palma (sovint afegint entre parèntesis mots diferenciadors).